# Xherdan Shaqiri
Xherdan Shaqiri (Gnjilane, R. F. de Yugoslavia, 10 de octubre de 1991) es un futbolista suizo que juega como centrocampista en el F. C. Basilea de la Superliga de Suiza.
Fue internacional absoluto con la selección de Suiza, desde 2010 hasta 2024, con la que jugó los Mundiales de 2010, 2014, 2018 y 2022.

## Trayectoria
De padres albanokosovares, nació en la ciudad de Gnjilane, Kosovo, que en ese entonces formaba parte oficialmente de la República Federal de Yugoslavia. En esos momentos, el país estaba en medio de su disolución y varias zonas se encontraban en guerra.
Un año después de su nacimiento, emigró a Suiza junto a sus tres hermanos y sus padres. La familia se estableció en Augst, muy cerca de las fronteras con Alemania y Francia.

### F. C. Basilea
Ingresó en la cantera del F. C. Basilea en 2001 procedente del SV Augst. El 2 de enero de 2009 firmó su primer contrato profesional con el club suizo, cuando era jugador del filial. De cara a la temporada 2009-10 promocionó al primer equipo, debutando el 12 de julio en una derrota por 2 a 0 ante el FC St. Gallen. Cuatro meses después marcó su primer tanto en un triunfo por 4 a 1 ante el Neuchatel Xamax. El 9 de mayo de 2010 anotó el segundo gol de la final de la Copa Suiza ante el Laussane-Sport (6-0).
El 3 de noviembre de 2010, en su cuarto encuentro, marcó su primer gol en Liga de Campeones en una derrota por 2 a 3 ante la A. S. Roma. El 7 de diciembre de 2011 repartió dos asistencias en el histórico triunfo por 2 a 1 ante el Manchester United y que permitió al equipo suizo clasificarse a los octavos de final de la Liga de Campeones. Pocas semanas antes de enfrentarse al Bayern Múnich en la ronda de octavos, se hizo oficial su traspaso al club bávaro por unos doce millones de euros.

### F. C. Bayern Múnich

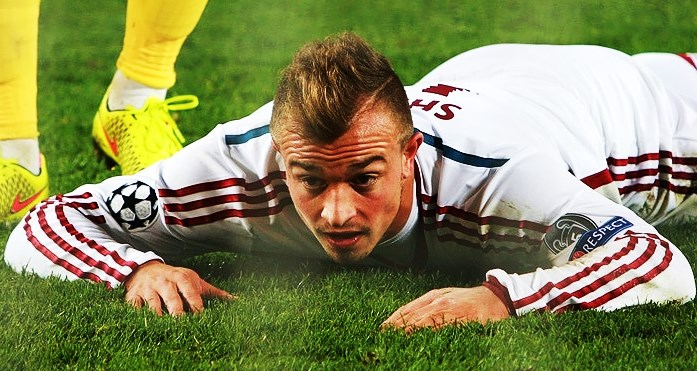
Shaqiri en octubre de 2014.

El 3 de febrero de 2012 se confirmó el fichaje de Shaqiri por el Bayern Múnich de cara a la temporada 2012-13. El traspaso se cifró en unos 12 millones de euros, mientras que el jugador firmó un contrato de cuatro temporadas.
El 12 de agosto debutó en la final de la Supercopa de Alemania ante el Borussia Dortmund, conquistando así su primer título en Alemania. Una semana después, en Copa de Alemania, logró su primer tanto y repartió dos asistencias en el triunfo por 0 a 4 ante el Jahn Regensburg. Acabó la temporada con la conquista del triplete (Bundesliga, Liga de Campeones y Copa), aunque sin tener un papel protagonista. El internacional suizo continuó en el club durante un año y medio más sin conseguir consolidarse en el once titular.

### Inter de Milán
El 8 de enero de 2015, se confirmó que Shaqiri jugaría en el Inter de Milán a préstamo, hasta el final de la temporada, con obligación de compra de unos 18 millones de euros. El 21 de enero, en su segundo partido, anotó en la Copa de Italia un gol ante la Sampdoria. Sin embargo, tampoco consiguió ganarse un puesto en el equipo dirigido por Roberto Mancini.

### Inglaterra
El 11 de agosto de 2015 fichó por el Stoke City F. C. de la Premier League a cambio de 17 millones de euros, después de que el fichaje se hubiera paralizado un mes antes. El 28 de diciembre logró sus primeros goles en Premier League en el triunfo por 3 a 4 ante el Everton F. C. en Goodison Park. En su tercera campaña, que acabó con el descenso a Championship, fue el máximo goleador de la plantilla con ocho tantos.
El 13 de julio de 2018 firmó por el Liverpool F. C. de Jürgen Klopp, que pagó su cláusula de rescisión de 15 millones de euros. El 12 de agosto debutó en los minutos finales del encuentro ante el West Ham en sustitución de Sadio Mané. El 27 de octubre marcó su primer tanto en una victoria por 4 a 1 ante el Cardiff City. El 16 de diciembre anotó los dos tantos finales (min.73 y min. 80) que permitieron vencer al Manchester United (3-1) en Anfield, después de haber saltado al campo en el minuto 70. El 7 de mayo fue titular en la vuelta de semifinales de la Liga de Campeones ante el F. C. Barcelona (4-0), donde asistió a Wijnaldum en el tercer gol del encuentro, logrando empatar el global en ese instante. Posteriormente el Liverpool ganaría la Liga de Campeones tras vencer al Tottenham Hotspur F. C. por 2-0 en la final. No jugó aquella final pero fue pieza fundamental del equipo de Merseyside para obtener el título.

### Lyon y Estados Unidos
Tras tres años en Liverpool, el 22 de agosto de 2021 el Olympique de Lyon anunció que había llegado a un principio acuerdo para su traspaso y que este se acabaría de completar al día siguiente una vez realizara la pertinente revisión médica. La operación se cerró en seis millones de euros más cinco en variables y firmó un contrato hasta junio de 2024.
En Lyon permaneció temporada y media, siendo traspasado el 9 de febrero de 2022 al Chicago Fire a cambio de siete millones de euros. Allí estuvo dos años y medio, en los que jugó 75 partidos y marcó 16 goles, y en agosto de 2024 acordó con la franquicia la rescisión de su contrato.

### Regreso a Basilea
El 16 de agosto de 2024, doce años después de su marcha, se hizo oficial su vuelta al F. C. Basilea hasta 2027.

## Selección nacional
Debutó el 3 de marzo de 2010 en un encuentro amistoso donde Suiza cayó 1-3 contra Uruguay. El 11 de mayo de 2010 fue incluido por Ottmar Hitzfeld en la lista de 23 futbolistas que participarían en el Mundial de Sudáfrica de 2010. Shaqiri únicamente jugó en los últimos minutos del tercer partido de la fase de grupos ante Honduras (0-0).
Anotó su primer gol para su selección el 7 de septiembre de 2010, en la derrota por 1-3 frente a Inglaterra en la clasificación para la Eurocopa 2012. El 6 de septiembre de 2011, anotó un hat-trick para vencer a Bulgaria por 3-1, en otro partido de clasificación para la Eurocopa 2012.
El 13 de mayo de 2014, el entrenador de la selección de Suiza, Ottmar Hitzfeld, incluyó a Shaqiri en la lista oficial de 23 jugadores convocados para afrontar el Mundial de Brasil de 2014. En el torneo fue titular y anotó un hat-trick a Honduras (3-0), que permitió clasificar al equipo para los octavos de final.
Fue incluido en la convocatoria de la selección suiza para la Eurocopa 2016, donde nuevamente fue titular y anotó un tanto de chilena ante Polonia, en octavos de final, que fue elegido como el mejor gol del torneo. El gol permitió forzar la prórroga, aunque finalmente fueron eliminados en la tanda de penaltis.
El 4 de junio de 2018, el seleccionador Vladimir Petković lo incluyó en la lista de 23 para el Mundial. El 22 de junio dio la victoria en el minuto 90 ante la selección de Serbia (1-2) en la segunda jornada de la fase de grupos. El gesto del águila bicéfala en su celebración hizo que fuera sancionado por la FIFA con una multa de 8600 euros (10 000 francos suizos).
El 15 de noviembre de 2021, coincidiendo con la clasificación de Suiza para el Mundial 2022, alcanzó las cien internacionalidades.
Tras haber participado en la Eurocopa 2024, anunció su retirada como internacional. En ese momento era el segundo jugador que más veces había vestido la camiseta de Suiza, en 125 ocasiones, y el cuarto máximo goleador, con 32 goles. Además, había marcado en las tres últimas ediciones de la Eurocopa y de la Copa Mundial.

### Participaciones en Copas del Mundo
| Mundial                        | Sede      | Resultado        | Partidos | Goles |
| ------------------------------ | --------- | ---------------- | -------- | ----- |
| Copa Mundial de Fútbol de 2010 | Sudáfrica | Primera fase     | 1        | 0     |
| Copa Mundial de Fútbol de 2014 | Brasil    | Octavos de final | 4        | 3     |
| Copa Mundial de Fútbol de 2018 | Rusia     | Octavos de final | 4        | 1     |
| Copa Mundial de Fútbol de 2022 | Catar     | Octavos de final | 3        | 1     |

### Participaciones en laEurocopa
| Torneo        | Sede     | Resultado        | Partidos | Goles |
| ------------- | -------- | ---------------- | -------- | ----- |
| Eurocopa 2016 | Francia  | Octavos de final | 4        | 1     |
| Eurocopa 2020 | Europa   | Cuartos de final | 5        | 3     |
| Eurocopa 2024 | Alemania | Cuartos de final | 2        | 1     |

## Estadísticas

### Clubes
Actualizado al último partido disputado el 1 de junio de 2025.
| Club                              | Div.          | Temporada     | Liga  | Liga  | Liga   | Copas nacionales | Copas nacionales | Copas nacionales | Torneos internacionales | Torneos internacionales | Torneos internacionales | Total | Total | Total  |
| Club                              | Div.          | Temporada     | Part. | Goles | Asist. | Part.            | Goles            | Asist.           | Part.                   | Goles                   | Asist.                  | Part. | Goles | Asist. |
| --------------------------------- | ------------- | ------------- | ----- | ----- | ------ | ---------------- | ---------------- | ---------------- | ----------------------- | ----------------------- | ----------------------- | ----- | ----- | ------ |
| F. C. Basilea · Suiza             | 1.ª           | 2009-10       | 32    | 4     | 5      | 5                | 1                | 0                | 10                      | 2                       | 0                       | 47    | 7     | 5      |
| F. C. Basilea · Suiza             | 1.ª           | 2010-11       | 29    | 5     | 5      | 2                | 0                | 1                | 11                      | 2                       | 4                       | 42    | 7     | 10     |
| F. C. Basilea · Suiza             | 1.ª           | 2011-12       | 31    | 9     | 8      | 4                | 0                | 1                | 6                       | 0                       | 2                       | 41    | 9     | 11     |
| F. C. Bayern de Múnich · Alemania | 1.ª           | 2012-13       | 26    | 4     | 6      | 6                | 3                | 5                | 7                       | 1                       | 2                       | 39    | 8     | 13     |
| F. C. Bayern de Múnich · Alemania | 1.ª           | 2013-14       | 17    | 6     | 2      | 4                | 1                | 2                | 6                       | 0                       | 0                       | 27    | 7     | 4      |
| F. C. Bayern de Múnich · Alemania | 1.ª           | 2014-15       | 9     | 1     | 2      | 2                | 0                | 0                | 4                       | 1                       | 0                       | 15    | 2     | 2      |
| F. C. Bayern de Múnich · Alemania | Total club    | Total club    | 52    | 11    | 10     | 12               | 4                | 7                | 17                      | 2                       | 2                       | 81    | 17    | 19     |
| Inter de Milán · Italia           | 1.ª           | 2014-15       | 15    | 1     | 2      | 2                | 1                | 0                | 3                       | 1                       | 0                       | 20    | 3     | 2      |
| Inter de Milán · Italia           | Total club    | Total club    | 15    | 1     | 2      | 2                | 1                | 0                | 3                       | 1                       | 0                       | 20    | 3     | 2      |
| Stoke City F. C. Inglaterra       | 1.ª           | 2015-16       | 27    | 3     | 6      | 5                | 0                | 0                | —                       | —                       | —                       | 32    | 3     | 6      |
| Stoke City F. C. Inglaterra       | 1.ª           | 2016-17       | 21    | 4     | 2      | 1                | 0                | 0                | —                       | —                       | —                       | 22    | 4     | 2      |
| Stoke City F. C. Inglaterra       | 1.ª           | 2017-18       | 36    | 8     | 7      | 2                | 0                | 0                | —                       | —                       | —                       | 38    | 8     | 7      |
| Stoke City F. C. Inglaterra       | Total club    | Total club    | 84    | 15    | 15     | 8                | 0                | 0                | 0                       | 0                       | 0                       | 92    | 15    | 15     |
| Liverpool F. C. Inglaterra        | 1.ª           | 2018-19       | 24    | 6     | 3      | 2                | 0                | 0                | 4                       | 0                       | 2                       | 30    | 6     | 5      |
| Liverpool F. C. Inglaterra        | 1.ª           | 2019-20       | 7     | 1     | 0      | 1                | 0                | 0                | 3                       | 0                       | 0                       | 11    | 1     | 0      |
| Liverpool F. C. Inglaterra        | 1.ª           | 2020-21       | 14    | 0     | 2      | 3                | 1                | 2                | 5                       | 0                       | 0                       | 22    | 1     | 4      |
| Liverpool F. C. Inglaterra        | Total club    | Total club    | 45    | 7     | 5      | 6                | 1                | 2                | 12                      | 0                       | 2                       | 63    | 8     | 9      |
| Olympique de Lyon Francia         | 1.ª           | 2021-22       | 11    | 2     | 3      | 0                | 0                | 0                | 5                       | 0                       | 0                       | 16    | 2     | 3      |
| Olympique de Lyon Francia         | Total club    | Total club    | 11    | 2     | 3      | 0                | 0                | 0                | 5                       | 0                       | 0                       | 16    | 2     | 3      |
| Chicago Fire Estados Unidos       | 1.ª           | 2022          | 29    | 7     | 11     | 0                | 0                | 0                | ―                       | ―                       | ―                       | 29    | 7     | 11     |
| Chicago Fire Estados Unidos       | 1.ª           | 2023          | 28    | 5     | 5      | 3                | 0                | 2                | 3                       | 2                       | 2                       | 34    | 7     | 9      |
| Chicago Fire Estados Unidos       | 1.ª           | 2024          | 12    | 2     | 2      | ―                | ―                | ―                | 0                       | 0                       | 0                       | 12    | 2     | 2      |
| Chicago Fire Estados Unidos       | Total club    | Total club    | 69    | 14    | 18     | 3                | 0                | 2                | 3                       | 2                       | 2                       | 75    | 16    | 22     |
| F. C. Basilea · Suiza             | 1.ª           | 2024-25       | 34    | 18    | 21     | 5                | 3                | 1                | ―                       | ―                       | ―                       | 39    | 21    | 22     |
| F. C. Basilea · Suiza             | Total club    | Total club    | 126   | 36    | 39     | 16               | 4                | 3                | 27                      | 4                       | 6                       | 169   | 44    | 48     |
| Total carrera                     | Total carrera | Total carrera | 402   | 86    | 92     | 47               | 10               | 14               | 67                      | 9                       | 12                      | 516   | 105   | 118    |
| 1. 2.                             |               |               |       |       |        |                  |                  |                  |                         |                         |                         |       |       |        |

### Selección nacional
Actualizado al último partido jugado el 6 de julio de 2024.
| Selección | Año   | Amistosos | Amistosos | Amistosos | Eurocopa | Eurocopa | Eurocopa | Eliminatorias Europeas | Eliminatorias Europeas | Eliminatorias Europeas | Mundial | Mundial | Mundial | Eliminatorias Mundialistas | Eliminatorias Mundialistas | Eliminatorias Mundialistas | Liga de Naciones de la UEFA | Liga de Naciones de la UEFA | Liga de Naciones de la UEFA | Total | Total | Total  |
| Selección | Año   | Part.     | Goles     | Asist.    | Part.    | Goles    | Asist.   | Part.                  | Goles                  | Asist.                 | Part.   | Goles   | Asist.  | Part.                      | Goles                      | Asist.                     | Part.                       | Goles                       | Asist.                      | Part. | Goles | Asist. |
| --------- | ----- | --------- | --------- | --------- | -------- | -------- | -------- | ---------------------- | ---------------------- | ---------------------- | ------- | ------- | ------- | -------------------------- | -------------------------- | -------------------------- | --------------------------- | --------------------------- | --------------------------- | ----- | ----- | ------ |
| Suiza     | 2010  | 6         | 0         | 0         | -        | -        | -        | 2                      | 0                      | 1                      | 1       | 0       | 0       | -                          | -                          | -                          | -                           | -                           | -                           | 9     | 0     | 1      |
| Suiza     | 2011  | 4         | 0         | 0         | -        | -        | -        | 4                      | 3                      | 0                      | -       | -       | -       | -                          | -                          | -                          | -                           | -                           | -                           | 8     | 3     | 0      |
| Suiza     | 2012  | 3         | 2         | 2         | -        | -        | -        | -                      | -                      | -                      | -       | -       | -       | 4                          | 1                          | 0                          | -                           | -                           | -                           | 7     | 3     | 2      |
| Suiza     | 2013  | 1         | 0         | 0         | -        | -        | -        | -                      | -                      | -                      | -       | -       | -       | 5                          | 1                          | 2                          | -                           | -                           | -                           | 6     | 1     | 2      |
| Suiza     | 2014  | 4         | 1         | 1         | -        | -        | -        | 4                      | 3                      | 1                      | 4       | 3       | 0       | -                          | -                          | -                          | -                           | -                           | -                           | 12    | 7     | 2      |
| Suiza     | 2015  | 4         | 1         | 3         | -        | -        | -        | 5                      | 2                      | 3                      | -       | -       | -       | -                          | -                          | -                          | -                           | -                           | -                           | 9     | 3     | 6      |
| Suiza     | 2016  | 2         | 0         | 0         | 4        | 1        | 1        | -                      | -                      | -                      | -       | -       | -       | 2                          | 0                          | 2                          | -                           | -                           | -                           | 8     | 1     | 3      |
| Suiza     | 2017  | 1         | 1         | 0         | -        | -        | -        | -                      | -                      | -                      | -       | -       | -       | 7                          | 1                          | 3                          | -                           | -                           | -                           | 8     | 2     | 3      |
| Suiza     | 2018  | 4         | 0         | 0         | -        | -        | -        | -                      | -                      | -                      | 4       | 1       | 1       | -                          | -                          | -                          | 4                           | 1                           | 3                           | 12    | 2     | 4      |
| Suiza     | 2019  | -         | -         | -         | -        | -        | -        | -                      | -                      | -                      | -       | -       | -       | -                          | -                          | -                          | 2                           | 0                           | 0                           | 2     | 0     | 0      |
| Suiza     | 2020  | 1         | 0         | 0         | -        | -        | -        | -                      | -                      | -                      | -       | -       | -       | -                          | -                          | -                          | 3                           | 0                           | 0                           | 4     | 0     | 0      |
| Suiza     | 2021  | 3         | 0         | 0         | 5        | 3        | 1        | -                      | -                      | -                      | -       | -       | -       | 6                          | 1                          | 5                          | -                           | -                           | -                           | 14    | 4     | 6      |
| Suiza     | 2022  | 1         | 0         | 0         | -        | -        | -        | -                      | -                      | -                      | 3       | 1       | 1       | -                          | -                          | -                          | -                           | -                           | -                           | 4     | 1     | 1      |
| Suiza     | 2023  | -         | -         | -         | -        | -        | -        | 7                      | 2                      | 3                      | -       | -       | -       | -                          | -                          | -                          | -                           | -                           | -                           | 7     | 2     | 3      |
| Suiza     | 2024  | 4         | 2         | 0         | 2        | 1        | 0        | -                      | -                      | -                      | -       | -       | -       | -                          | -                          | -                          | -                           | -                           | -                           | 6     | 3     | 0      |
| Total     | Total | 38        | 7         | 6         | 11       | 5        | 2        | 22                     | 10                     | 8                      | 12      | 5       | 2       | 24                         | 4                          | 12                         | 9                           | 1                           | 3                           | 62    | 21    | 16     |

## Palmarés

### Títulos nacionales
| Título                | Club             | País       | Año  |
| --------------------- | ---------------- | ---------- | ---- |
| Superliga de Suiza    | F. C. Basilea    | Suiza      | 2010 |
| Copa de Suiza         | F. C. Basilea    | Suiza      | 2010 |
| Superliga de Suiza    | F. C. Basilea    | Suiza      | 2011 |
| Superliga de Suiza    | F. C. Basilea    | Suiza      | 2012 |
| Copa de Suiza         | F. C. Basilea    | Suiza      | 2012 |
| Supercopa de Alemania | Bayern de Múnich | Alemania   | 2012 |
| Bundesliga            | Bayern de Múnich | Alemania   | 2013 |
| Copa de Alemania      | Bayern de Múnich | Alemania   | 2013 |
| Bundesliga            | Bayern de Múnich | Alemania   | 2014 |
| Copa de Alemania      | Bayern de Múnich | Alemania   | 2014 |
| Bundesliga            | Bayern de Múnich | Alemania   | 2015 |
| Premier League        | Liverpool F. C.  | Inglaterra | 2020 |
| Superliga de Suiza    | F. C. Basilea    | Suiza      | 2025 |
| Copa de Suiza         | F. C. Basilea    | Suiza      | 2025 |

### Títulos internacionales
| Título                       | Club             | Sede      | Año  |
| ---------------------------- | ---------------- | --------- | ---- |
| Liga de Campeones de la UEFA | Bayern de Múnich | Londres   | 2013 |
| Supercopa de la UEFA         | Bayern de Múnich | Praga     | 2013 |
| Copa Mundial de Clubes       | Bayern de Múnich | Marruecos | 2013 |
| Liga de Campeones de la UEFA | Liverpool F. C.  | Madrid    | 2019 |
| Supercopa de la UEFA         | Liverpool F. C.  | Estambul  | 2019 |
| Copa Mundial de Clubes       | Liverpool F. C.  | Catar     | 2019 |

### Distinciones individuales
| Distinción                                       | Año  |
| ------------------------------------------------ | ---- |
| MVP contra Ecuador en la Copa Mundial de Fútbol  | 2014 |
| MVP contra Honduras en la Copa Mundial de Fútbol | 2014 |
| MVP contra Polonia en la Eurocopa                | 2016 |
| MVP contra Serbia en la Copa Mundial de Fútbol   | 2018 |

## Estilo de juego
Juega principalmente como un extremo derecho y el sitio web oficial de la FIFA lo describe como "impredecible con el balón, hábil con ambas piernas, clínico frente a la portería y poseedor de una excelente visión." Fue descrito por The Daily Telegraph como "corpulento y poderoso" con "una pierna izquierda prodigiosa". Es apodado "el Messi Alpino" y "el duende mágico". También es capaz de jugar como un centrocampista ofensivo. En un perfil de observación de 2011 realizado por Jamie Sanderson de The Independent, se describió a Shaqiri con las siguientes palabras: "Diminuto, ágil y rápido en el campo, Shaqiri posee una excelente técnica y equilibrio. Es zurdo, pero se siente cómodo y es igualmente efectivo en ambas bandas o como un clásico creador de juego, con una buena visión y casi nada de retroceso en sus pases y tiros." También añadió que los "trucos" de Shaqiri, su "estilo de juego directo" y su "templanza" lo hacen "un jugador peligroso en casi cualquier zona de ataque". Sin embargo, aunque reconoció el talento prometedor del joven extremo y su potencial para convertirse en un jugador destacado, también señaló que tenía un bajo rendimiento en el trabajo y le faltaba madurez.

## Vida personal
Es musulmán pero celebra la Navidad, a pesar de que es una festividad principalmente cristiana. Esto se debe a que su familia la celebraba en su infancia. En 2014, citó el árbol de Navidad como la razón, diciendo: "Así que no la celebramos tanto, pero a mi hermanita le encanta tener un árbol de Navidad, así que siempre tenemos uno." Fue elegido para aparecer en la portada del videojuego de FIFA FIFA 15 en Suiza junto a Lionel Messi. Shaqiri cuenta con el patrocinio de la marca de ropa y equipamiento deportivo Nike. Utiliza botas Nike Mercurial Vapor, y en la Copa Mundial de la FIFA 2018 llevaba bordadas las banderas de Suiza y Kosovo en cada talón.
En 2018 fue la personalidad más buscada en Google en Suiza.